# زیردریایی یو-۵۶۹
زیردریایی یو-۵۶۹ (به انگلیسی: German submarine U-569) یک زیردریایی بود که طول آن ۶۷٫۱ متر (۲۲۰ فوت ۲ اینچ) بود. این زیردریایی در سال ۱۹۴۱ ساخته شد.